# 110e brigade de fusiliers motorisés de la Garde
Pour les articles homonymes, voir 110e brigade.
La 110e brigade de fusiliers motorisés de la Garde (russe : 110-я отдельная гвардейская мотострелковая бригада, 110 омсбр ; numéro d'unité militaire 08826), est une unité des forces terrestres russes.
Avant le 1er janvier 2023, elle est connue sous le nom de 100e brigade indépendante de fusiliers motorisés de la Garde de l'Ordre de la République (russe : 100-я отдельная гвардейская мотострелковая ордена Республики бригада, 100 омсбр) une unité militaire du 1er corps d'armée, qui formait l'armée de la république populaire de Donetsk.
Partie intégrante du 1er corps d'armée de Donetsk du ministère de la Défense de la RPD, l'unité est chargée de la défense de ses territoires assignés en utilisant des composants de réaction rapide, de reconnaissance et des Spetsnaz.
L'unité est créée en tant que Garde républicaine de la RPD (Республиканская гвардия ДНР) le 12 janvier 2015. Le 15 août 2015, elle est rebaptisée 100e brigade de fusiliers motorisés en tant qu'unité militaire russe № 08826 (в/ч 08826).
La Garde républicaine est commandée par le général de division Ivan Kondratov, arrêté en septembre 2018.

## Histoire
L'unité est créée par le chef de la RPD, Alexandre Zakhartchenko, le 12 janvier 2015,. Le 15 août 2015, la Garde républicaine devient subordonnée au premier corps d'armée du ministère de la Défense de la RPD. Elle reçoit sa bannière de bataille le 18 septembre 2015. La 100e brigade de fusiliers motorisés est basée à Olenika dans la ville de Donetsk. En septembre 2022, la 100e brigade séparée de fusiliers motorisés aurait commencé à recruter des prisonniers dans les prisons de Donetsk.
L'une de ses unités, le bataillon Pyatnashka (les quinze), est nommé d'après les 15 premiers volontaires à Donetsk. Son chef Akhrik Avidzba, un vétéran du conflit abkhaze, fait partie de ces 15 soldats. Le bataillon Pyatnashka a défendu un point de contrôle dans la rue Stratonahtiv juste au sud de l'aéroport international où de violents combats se déroulaient.
Le 25 octobre 2023, les services du renseignement ukrainien annoncent avoir détruit un entrepôt appartenant à la 110e brigade du 1er corps d'armée, situé à Donetsk.

## Organisation
De nombreuses unités de la Garde républicaine avaient été réformées en 2016 en 100e brigade de fusiliers motorisés (russe : 100-я отдельная мотострелковая бригада «Республиканская гвардия»). La 100e brigade de fusiliers motorisés est formée en tant que force de réaction rapide avec neuf groupes tactiques de bataillon, deux compagnies indépendantes et un bataillon séparé, avec une taille combinée comprise entre 3 000 et 5 000. Les deux compagnies distinctes comprennent un bataillon de reconnaissance surnommé « Patriot » basé à Oleksandrivka et la compagnie Viking. Le 8e groupe tactique de bataillon est un bataillon de volontaires principalement abkhazes surnommé « Pyatnashka ».
La 100e brigade de fusiliers motorisés a défendu la zone de la ligne de front allant d'Olenivka, dans le raïon de Kalmiuske, à l'aéroport international de Donetsk.

### Unités
- 1er groupe tactique de bataillon
- 2e groupe tactique de bataillon « Oplot »
- 3e groupe tactique de bataillon
- 4e groupe tactique de bataillon « Tchebourachka »
- 5e groupe tactique de bataillon « Variag »
- 6e groupe tactique de bataillon
- 7e groupe tactique de bataillon
- 8e groupe tactique de bataillon « Piatnachka »
- 9e groupe tactique de bataillon
- Compagnie « Patriot »
- Compagnie « Viking »
- Bataillon séparé à usage spécial

## Opérations
Pendant la guerre du Donbass en 2015, l'unité participe à la bataille de Marïnka.
Lors de la bataille d'Avdiïvka en janvier 2017, les pertes du 1er bataillon de la 100e brigade sont estimées à neuf tués et jusqu'à trente blessés, parmi lesquels Ivan Balakaï, un combattant surnommé « grec ».
Durant l'invasion de l'Ukraine par la Russie, la 100e brigade est engagée à proximité de Donetsk et participe à la bataille de Pisky lors de l'été 2022 et reste dans le secteur notamment dans le cadre de l'offensive russe sur d'Avdiïvka à partir d'octobre 2023 où elle fait face à la 59e brigade motorisée ukrainienne,.